# جوني الفظ
جوني الفظ (بالإنجليزية: Johnny the Walrus) هو كتاب مصور للأطفال كتبه المعلق السياسي الأمريكي المحافظ مات والش. يقارن الكتاب مجازيًا بكون الشخص متحولًا جنسيًا والتظاهر بأنه حيوان فظ، من خلال قصة طفل يدعى جوني.
تم نشره بواسطة «دي دبليو بوكس»، وهو قسم في ذا ديلي واير
" .

## القصة

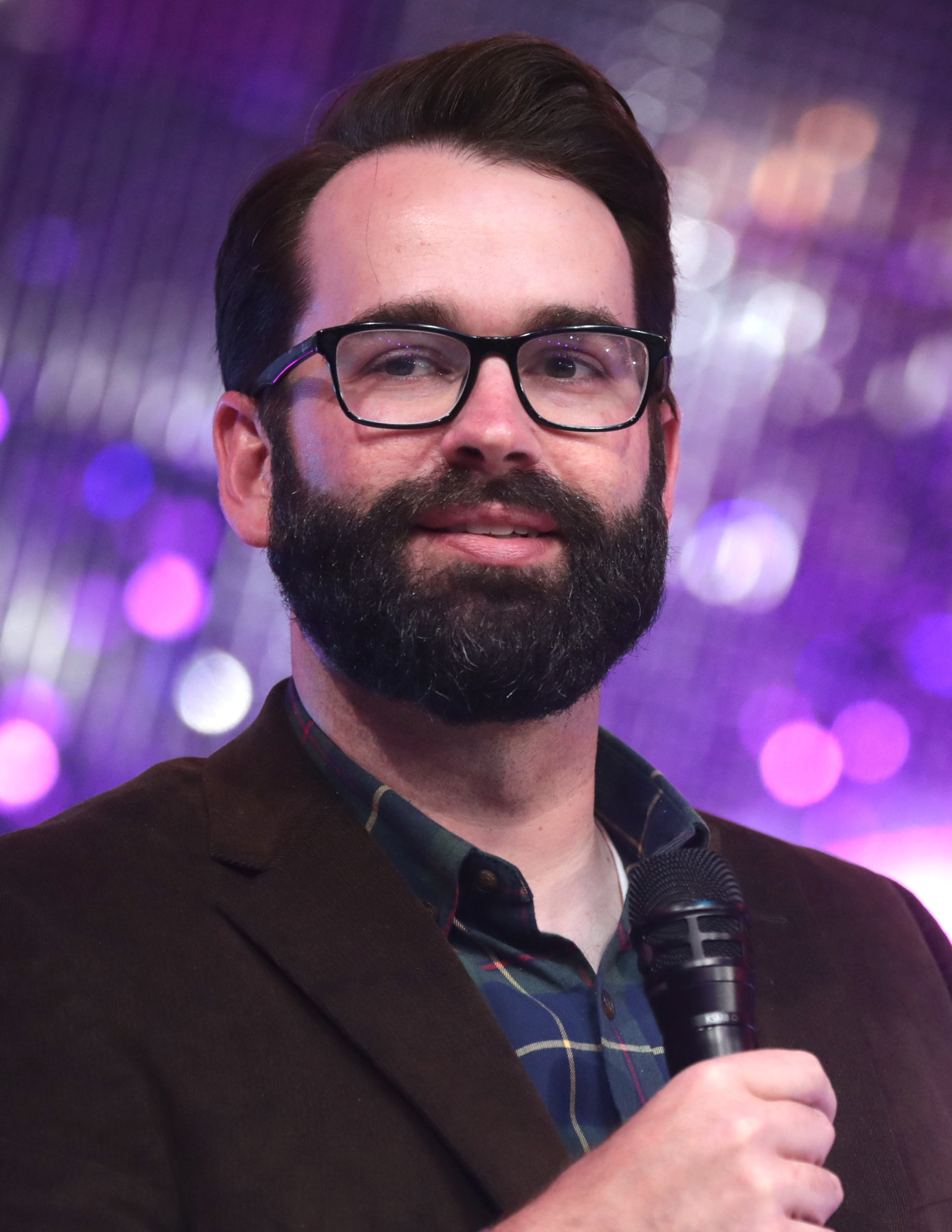
الكاتب مات والش في 2022

في الكتاب، جوني صبيًا ذو خيال واسع يرتدي زي حيوان الفظ ويضع الملاعق كأنياب. عندما يشاهد "أشخاص الإنترنت" أن جوني يستمتع بأن يكون حيوان الفظ، يجبروه على اتخاذ قرار بين أن يكون صبيًا أو فيل بحر، ولا يُسمح له بتغيير رأيه. كما يضغط "أشخاص الإنترنت" أيضًا على والدة جوني لتغذية جوني بالديدان وأخذه إلى طبيب يستخدم منشارًا، يقترح تحويل يدي جوني وقدميه إلى زعانف.

## طالع أيضًا
- ما هي المرأة؟